# Встигнути за Джонсами
«Встигнути за Джонсами» (англ. Keeping Up with the Joneses, ідіома, що дослівно означає «Старатись жити як сусіди») — американський комедійний бойовик режисера Грега Моттоли, що вийшов 2016 року. У головних ролях Джон Гемм, Зак Галіфіанакіс, Ґаль Ґадот.
Вперше фільм продемонстрували 19 жовтня 2016 року у світі, а в Україні у широкому кінопрокаті показ фільму розпочався 10 листопада 2016 року.

## Сюжет
Пересічна подружня пара Джеффа і Карен Гарффні живуть спокійним життям у передмісті до того часу, коли у них з'явилися нові сусіди. Пара Тіма і Наталі Джонсів надзвичайно вишукана і зразкова, аж занадто. Це викликає підозру у Джеффа та Карен і вони вирішують слідкувати за Джонсами. Згодом виявляється, що Джонси — це урядові агенти і через це Джефф та Карен вплутуються у шпигунські пригоди.

## У ролях
| Актор            | Персонаж                   | Роль            |
| ---------------- | -------------------------- | --------------- |
| Джон Гемм        | Тім Джонс                  | напарник Наталі |
| Зак Галіфіанакіс | Джефф Гарффні              | чоловік Карен   |
| Ґаль Ґадот       | Наталі Джонс               | напарниця Тіма  |
| Айла Фішер       | Карен Гарффні              | дружина Джефф   |
| Метт Уолш        | Ден Крейверстон            |                 |
| Мерібет Монро    | Мег Крейверстон            |                 |
| Петтон Освальт   | Брюс Спрінгстін / Скорпіон |                 |
| Кевін Данн       | Карл Пронґер               |                 |

## Створення фільму

### Знімальна група
- Кінорежисер — Грег Моттола
- Сценарист — Майкл Лес'є
- Кінопродюсери — Майкл Лес'є, Лорі Макдональд, Волтер Ф. Паркс
- Виконавчі продюсери — Тімоті М. Борн і Еван Геєс
- Композитор — Джейк Монако
- Кінооператор — Ендрю Данн
- Кіномонтаж — Девід Ренні
- Художник-постановник — Марк Рікер
- Артдиректор — Джеремі Вулсі
- Художник по костюмах — Рут Картер[11].

### Виробництво
Зйомки стрічки розпочалися 20 квітня 2015 року і завершилися 15 червня 2015 року.

## Сприйняття

### Оцінки і критика
Фільм отримав погані відгуки: Rotten Tomatoes дав оцінку 18 % на основі 78 відгуків від критиків (середня оцінка 4,5/10) і 51 % від глядачів зі середньою оцінкою 3,1/5 (6 518 голосів). Загалом на сайті фільм має погані оцінки, фільму зарахований «гнилий помідор» від кінокритиків і «розсипаний попкорн» від глядачів, Metacritic — 36/100 (28 відгуків критиків) і 5,4/10 від глядачів (11 голосів). Загалом на цьому ресурсі від критиків фільм отримав погані відгуки, а від глядачів — змішані, IGN — 6,0/10 (прийнятний), Internet Movie Database — 5,4/10 (273 голоси).
Олена Макаєва в інтернет-виданні «Cineast» написала, що «Встигнути за Джонсами» виявилися нічим іншим, як черговим фільмом про шпигунів без нових оригінальних ідей та пропозицій, лише копіюючи те банальне, що було вже використано безліч разів до цього».

### Касові збори
Під час показу в Україні, що розпочався 10 листопада 2016 року, протягом першого тижня на фільм було продано 45 994 квитки, фільм був показаний у 200 кінотеатрах і зібрав 3 393 056 ₴, або ж 131 179 $, що на той час дозволило йому зайняти 3 місце серед усіх прем'єр.
Під час показу у США, що розпочався 21 жовтня 2016 року, протягом першого тижня фільм був показаний у 3 022 кінотеатрах і зібрав 5 461 475 $, що на той час дозволило йому зайняти 7 місце серед усіх прем'єр. Станом на 14 листопада 2016 року показ фільму триває 25 днів (3,6 тижня), зібравши за цей час у прокаті у США 14 319 483 доларів США, а у решті світу 10 674 118 $ (за іншими даними 10 264 739 $), тобто загалом 24 993 601 долар США (за іншими даними 24 584 222 $) при бюджеті 40 млн доларів США.

### Виноски
1. ↑  Keeping Up with the Joneses (англ.). British Board of Film Classification. Архів оригіналу за 15 липня 2018. Процитовано 20 жовтня 2016.
2. ↑  Keeping up with the Joneses (англ.). Postmodern LLC. Архів оригіналу за 20 листопада 2016. Процитовано 20 листопада 2016.
3. 1 2  Keeping Up with the Joneses: Release Info (англ.). Internet Movie Database. Архів оригіналу за 6 липня 2016. Процитовано 14 вересня 2016.
4. 1 2  Встигнути за Джонсами. Kino-teatr.ua. Архів оригіналу за 30 вересня 2016. Процитовано 14 вересня 2016.
5. 1 2  Shyam Dodge (24 жовтня 2016). Keeping Up With The Joneses bombs at the box office with paltry $5.6 million despite all-star cast (англ.). DailyMail. Архів оригіналу за 28 жовтня 2016. Процитовано 28 жовтня 2016.
6. 1 2 3 4  Keeping Up with the Joneses (англ.). Box Office Mojo. Архів оригіналу за 26 жовтня 2016. Процитовано 28 жовтня 2016.
7. 1 2 3 4  Keeping Up with the Joneses (2016) (англ.). The Numbers. Архів оригіналу за 29 жовтня 2016. Процитовано 28 жовтня 2016.
8. ↑  Keeping Up With the Joneses (2016) (англ.). AllMovie. Архів оригіналу за 26 жовтня 2016. Процитовано 14 вересня 2016.
9. ↑  keep up with the Joneses (англ.). TheFreeDictionary. Архів оригіналу за 9 серпня 2016. Процитовано 14 вересня 2016.
10. ↑  Встигнути за Джонсами. Ukrainian Film Distribution. Архів оригіналу за 14 вересня 2016. Процитовано 14 вересня 2016.
11. ↑  Keeping Up with the Joneses: Full Cast & Crew (англ.). Internet Movie Database. Архів оригіналу за 22 листопада 2016. Процитовано 14 вересня 2016.
12. ↑  SSN Insider Staff (20 квітня 2015). On the Set for 4/20/15: Michael Bay Starts TMNT Sequel, Gal Gadot Begins Keeping Up With the Joneses, Natalie Dormer Wraps Shooting on Patient Zero (англ.). SSN Insider. Архів оригіналу за 23 квітня 2015. Процитовано 14 вересня 2016.
13. ↑  SSN Insider Staff (15 червня 2015). On the Set for 6/15/15: Martin Scorsese Starts Shooting “Free Fire”, Matthew McConaughey Finishes “Free State of Jones” & More (англ.). SSN Insider. Архів оригіналу за 8 квітня 2016. Процитовано 14 вересня 2016.
14. ↑  Keeping Up with the Joneses (англ.). Rotten Tomatoes. Архів оригіналу за 28 жовтня 2016. Процитовано 22 жовтня 2016.
15. ↑  Keeping Up with the Joneses (англ.). Metacritic. Архів оригіналу за 11 грудня 2020. Процитовано 22 жовтня 2016.
16. ↑  Alex Welch (20 жовтня 2016). Keeping Up with the Joneses review (англ.). IGN.com. Архів оригіналу за 21 жовтня 2016. Процитовано 22 жовтня 2016.
17. ↑  Keeping Up with the Joneses (англ.). Internet Movie Database. Архів оригіналу за 14 жовтня 2016. Процитовано 22 жовтня 2016.
18. ↑  Олена Макаєва (14 листопада 2016). Встигнути за Джонсами / Рецензія. «Cineast». Архів оригіналу за 17 листопада 2016. Процитовано 17 листопада 2016.
19. ↑  Олексій Першко (15 листопада 2016). Бокс-Офіс 45 (2016): Невпевнений зліт горлиці. Kino-teatr.ua. Архів оригіналу за 16 листопада 2016. Процитовано 16 листопада 2016.
20. ↑  Keeping Up with the Joneses — Ukraine Weekend Box Office (англ.). Box Office Mojo. Архів оригіналу за 17 листопада 2016. Процитовано 16 листопада 2016.